# Snæbel
En snæbel  eller i dansk sammenhæng Nordsøsnæbel (Coregonus maraena)  er vadehavsbestanden af helten (Coregonus lavaretus), som er en laksefisk. Den lever i Vadehavet og gyder i Danmark i større sydvestjyske vandløb. Den er fredet og må ikke fanges og ved fangst skal den genudsættes.
Den findes i Vidå, Ribe Å, Varde Å, Brede Å, Kongeåen og Sneum Å.
Varde Å er nu på visse steder genoprettet, for at redde snæbelen og vardelaksen.  Genetiske og morfologiske undersøgelser har fastslået at Nordsøsnæblen ikke er en selvstændig art, men udgør nordsøbestanden af arten helt, og den er på den danske rødliste vurderet som truet art. Den egentlige snæbel  (Coregonus oxyrhynchus) ) regnes for udryddet af IUCN. 
Snæblen er den eneste fisk i Danmark, der er totalfredet.

## Snæbelprojekt
I 2005 blev et naturgenopretningsprojekt påbegyndt med støtte fra Naturstyrelsen og EUs LIFE+-fond. Projektet der havde målet at skabe passager samt gydepladser for snæblen gennem fire midtjyske åsystemer (Ribe Å, Sneum Å, Varde Å og Vidå) blev afsluttet i 2013.